# Archidiakonat przemyski
Archidiakonat przemyski – jeden z trzech archidiakonatów w diecezji przemyskiej Kościoła katolickiego w Polsce w okresie przedrozbiorowym.

## Historia
Archidiakonat przemyski został utworzony 24 marca 1751 roku przez biskupa przemyskiego Wacława Hieronima Sierakowskiego. Archidiakon przemyski był również prałatem kapituły kolegiackiej w Przemyślu. Archidiakonaty przemyski, jarosławski i brzozowski zostały utworzone w celu usprawnienia wizytacji, kontroli duchowieństwa i parafii w diecezji.
4 marca 1784 roku w wyniku reform józefińskich kapituły kolegiackie zostały przez rząd austriacki skasowane. W 1785 roku skasowano archidiakonaty.

## Dekanaty i parafie
W skład archidiakonatu weszły 4 dekanaty z 86 parafiami:
- dekanat mościski – parafie: Hussaków, Myślatycze, Pnikut, Radochońce, Krukienice, Radynice, Mościska, Stojańce, Sądowa Wisznia, Milczyce, Krakowiec, Stubno, Medyka, Michałówka.
- dekanat nowomiejski – parafie: Felsztyn, Chyrów, Laszki Murowane, Dobromil, Kalwaria Pacławska (Konwent Braci Mniejszych), Rybotycze, Nowosielce, Leszczawa, Bircza, Niżankowice, Nowe Miasto, Miżyniec, Czyszki, Błozew, Sąsiadkowice (Konwent Karmelitów).
- dekanat pruchnicki – parafie: Pruchnik, Przemyśl, Babica, Krzywcza, Krasiczyn, Ujkowice, Wyszatyce, Żurawica, Kosienice, Kaszyce, Łowce, Rokietnica.
- dekanat samborski – parafie: Sambor, Łanowice, Wojutycze, Stara Sól, Stary Sambor, Czukiew, Turka, Stryj, Drohobycz, Medenice, Winniki, Dublany, Rychcice.